# Andrea del Sarto (wiersz)

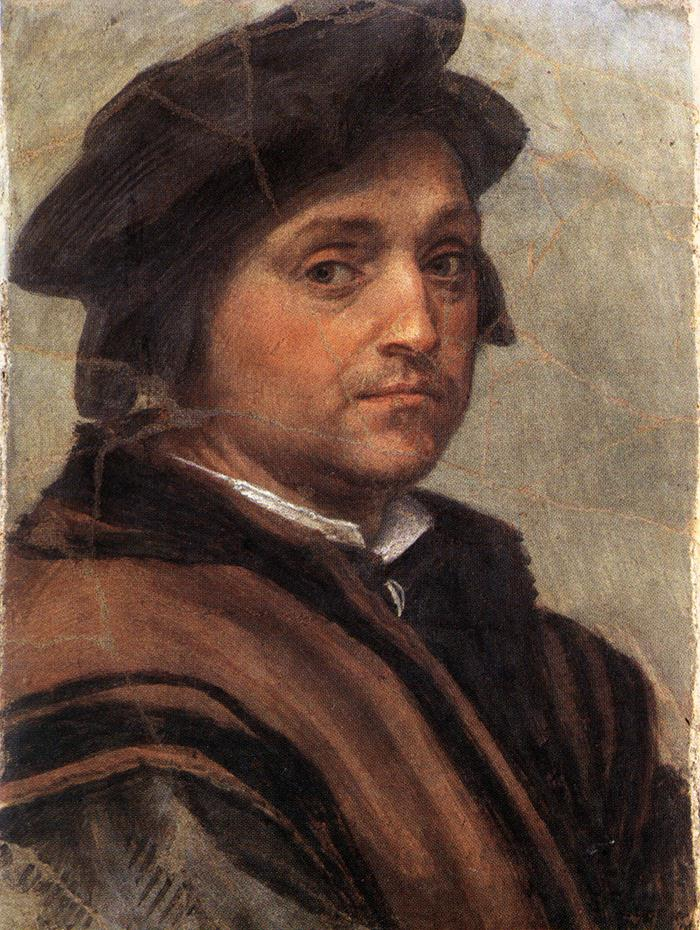
Andrea del Sarto, Autoportret

Andrea del Sarto – wiersz Roberta Browninga w formie monologu dramatycznego, wchodzący w skład cyklu Men and Women, wydanego w 1855. Monolog jest wypowiadany przez renesansowego włoskiego malarza Andreę del Sarto do jego żony Lukrecji, która decydować o wszystkim, co on robi. Utwór jest napisany wierszem białym (blank verse). Na język polski utwór przełożył Juliusz Żuławski.

But do not let us quarrel any more,
No, my Lucrezia; bear with me for once:
Sit down and all shall happen as you wish.
You turn your face, but does it bring your heart?
I'll work then for your friend's friend, never fear,
Treat his own subject after his own way,
Fix his own time, accept too his own price,
And shut the money into this small hand
When next it takes mine. Will it? tenderly?
Oh, I'll content him,—but to-morrow, Love!